# Colmeal (Figueira de Castelo Rodrigo)
Colmeal é uma aldeia portuguesa do município de Figueira de Castelo Rodrigo. Foi sede da freguesia de Colmeal, extinta em 2013 no âmbito de uma reforma administrativa nacional, para, em conjunto com Vilar Torpim, formar uma nova freguesia denominada União das Freguesias de Colmeal e Vilar Torpim com a sede em Vilar Torpim.
A freguesia de Colmeal tinha 40,85 km² de área e 42 habitantes (2011) (densidade: 1 hab./km²).

## História
Até 1895 pertenceu ao concelho de Pinhel tendo sido anexada ao concelho (atual município) de Figueira de Castelo Rodrigo em 12 de Junho desse ano.
"De fundação remota, a quinta/lugar do Colmeal, que pertenceu ao termo de Castelo Rodrigo, acabou por integrar o concelho de Figueira de Castelo Rodrigo.
Foi seu donatário o fidalgo de Belmonte, Pedro Álvares Cabral, - também conhecido por Pedro Álvares Gouveia -, o grande descobridor do Brasil, que ali fez residência de família.
Um despejo levado a cabo em Junho de 1957 fez com que essa quinta/lugar ficasse totalmente abandonado e nunca mais alguém ali quis voltar a fixar-se.
Passou a ser conhecida por «Aldeia Fantasma», que, agora, qual Fenix renascida, parece querer soerguer-se das suas próprias cinzas".
Actualmente, um projecto turístico, denominado de Colmeal Countryside Hotel, evoca e promove e identidade e os valores da região do Vale do Côa, promove o Turismo de Natureza, Gastronomia e Vinhos e Touring Cultural e Paisagístico.
As ruínas do Castelo de Monforte mencionado no Tratado de Alcanizes de 1297 ficam situadas no lugar de Bizarril. No século XV o castelo já se encontrava abandonado.

## Património
- Aldeia do Colmeal
- Castelo de Monforte

## População
★ Nos anos de 1864 a 1890 pertencia ao concelho de Pinhel. Passou para o actual concelho por decreto de 12 de julho de 1895

| Totais e grupos etários | Totais e grupos etários | Totais e grupos etários | Totais e grupos etários | Totais e grupos etários | Totais e grupos etários | Totais e grupos etários | Totais e grupos etários | Totais e grupos etários | Totais e grupos etários | Totais e grupos etários | Totais e grupos etários | Totais e grupos etários | Totais e grupos etários | Totais e grupos etários | Totais e grupos etários |
| ----------------------- | ----------------------- | ----------------------- | ----------------------- | ----------------------- | ----------------------- | ----------------------- | ----------------------- | ----------------------- | ----------------------- | ----------------------- | ----------------------- | ----------------------- | ----------------------- | ----------------------- | ----------------------- |
|                         | 1864                    | 1878                    | 1890                    | 1900                    | 1911                    | 1920                    | 1930                    | 1940                    | 1950                    | 1960                    | 1970                    | 1981                    | 1991                    | 2001                    | 2011                    |
|                         | 378                     | 433                     | 609                     | 411                     | 456                     | 360                     | 305                     | 415                     | 391                     | 338                     | 233                     | 129                     | 94                      | 58                      | 42                      |
| i)                      |                         |                         |                         |                         |                         |                         |                         |                         |                         |                         |                         |                         |                         | 1                       | 6                       |
| ii)                     |                         |                         |                         |                         |                         |                         |                         |                         |                         |                         |                         |                         |                         | 8                       | 0                       |
| iii)                    |                         |                         |                         |                         |                         |                         |                         |                         |                         |                         |                         |                         |                         | 22                      | 20                      |
| iv)                     |                         |                         |                         |                         |                         |                         |                         |                         |                         |                         |                         |                         |                         | 27                      | 16                      |

```
i)
 0 aos 14 anos;
 ii)
 15 aos 24 anos; 
iii)
 25 aos 64 anos; 
iv)
 65 e mais anos
```

1. ↑  Diário da República, 1.ª Série, n.º 19, Lei n.º 11-A/2013 de 28 de janeiro (Reorganização administrativa do território das freguesias). Acedido a 2 de fevereiro de 2013.
2. ↑  «Paróquia de Colmeal». Arquivo Distrital da Guarda. Consultado em 27 de janeiro de 2014
3. ↑  Corral, António (2015). Colmeal, a aldeia fantasma. Lisboa: apenas
4. ↑  Instituto Nacional de Estatística. Recenseamentos Gerais da População